# DICE
EA Digital Illusions CE AB, zkráceně DICE (dříve Digital Illusions HB a Digital Illusions CE AB), je švédská firma zabývající se vývojem videoher. Jejím výhradním vlastníkem je Electronic Arts. DICE je známá díky Mirror's Edge a především díky sérii Battlefield.
Digital Illusions Creative Entertainment bylo založeno roku 1992. Ze začátku se firma zaměřovala na vývoj menších her. Přelom přišel roku 2002, kdy vydala první díl slavné série Battlefield, Battlefield 1942.
Roku 2004 oznámila firma Electronic Arts svůj úmysl koupit DICE. Roku 2005 již byla EA majoritním vlastníkem a kompletní převod byl dokončen následující rok. Digital Illusions Creative Entertainment bylo přejmenováno na EA Digital Illusions Creative Entertainment AB.

## Vydané hry
| Rok vydání | Název                                     | Vydavatelé                           | Platformy                                                                    | Poznámky                                         |
| ---------- | ----------------------------------------- | ------------------------------------ | ---------------------------------------------------------------------------- | ------------------------------------------------ |
| 1992       | Pinball Dreams                            | 21st Century Entertainment           | Amiga, MS-DOS, NES                                                           |                                                  |
| 1992       | Pinball Fantasies                         | 21st Century Entertainment           | Amiga, MS-DOS, NES, 3DO                                                      |                                                  |
| 1994       | Amiganoid                                 | —                                    | Amiga                                                                        |                                                  |
| 1994       | Benefactor                                | Psygnosis                            | Amiga                                                                        |                                                  |
| 1994       | Hardcore                                  | —                                    | Sega Genesis                                                                 | dokončen ale nevydán                             |
| 1995       | Pinball Illusions                         | Digital Illusions CE                 | Amiga, MS-DOS                                                                |                                                  |
| 1997       | True Pinball                              | —                                    | PlayStation, Sega Saturn                                                     |                                                  |
| 1997       | S40 Racing                                | —                                    | Microsoft Windows                                                            |                                                  |
| 1998       | Motorhead                                 | Gremlin Interactive, Fox Interactive | Microsoft Windows, PlayStation                                               |                                                  |
| 1999       | Swedish Touring Car Championship          | —                                    | Microsoft Windows                                                            |                                                  |
| 2000       | Swedish Touring Car Championship 2        | —                                    | Microsoft Windows                                                            |                                                  |
| 2000       | Test Drive Rally                          | Infogrames                           | Nintendo 64, PlayStation                                                     | zrušen                                           |
| 2000       | Rally Masters                             | —                                    | Microsoft Windows                                                            |                                                  |
| 2000       | Riding Champion: Legacy of Rosemond Hill  | —                                    | Microsoft Windows                                                            |                                                  |
| 2000       | NASCAR Heat                               | —                                    | PlayStation                                                                  | ve spolupráci s Monster Games                    |
| 2001       | Matchbox Emergency Patrol                 | Hasbro Interactive                   | Microsoft Windows                                                            |                                                  |
| 2001       | JumpStart Wildlife Safari Field Trip      | Knowledge Adventure                  | PlayStation                                                                  |                                                  |
| 2001       | JumpStart Dino Adventure Field Trip       | Knowledge Adventure                  | Game Boy Color                                                               |                                                  |
| 2001       | Diva Starz: Mall Mania                    | Vivendi Games                        | Game Boy Color                                                               |                                                  |
| 2001       | Shrek                                     | TDK Mediactive                       | Xbox, GameCube                                                               |                                                  |
| 2002       | RalliSport Challenge                      | Microsoft Game Studios               | Microsoft Windows, Xbox                                                      |                                                  |
| 2002       | Pryzm: Chapter One — The Dark Unicorn     | —                                    | PlayStation 2                                                                |                                                  |
| 2002       | Battlefield 1942                          | Electronic Arts                      | Microsoft Windows, OS X                                                      |                                                  |
| 2002       | Shrek Extra Large                         | TDK Mediactive                       | GameCube                                                                     |                                                  |
| 2002       | The Land Before Time: Big Water Adventure | —                                    | PlayStation                                                                  |                                                  |
| 2002       | V8 Challenge                              | Electronic Arts                      | Microsoft Windows                                                            |                                                  |
| 2003       | Battlefield 1942: The Road to Rome        | EA Games                             | Microsoft Windows, OS X                                                      | DLC pro Battlefield 1942                         |
| 2003       | Midtown Madness 3                         | Microsoft Game Studios               | Xbox                                                                         |                                                  |
| 2003       | Battlefield 1942: Secret Weapons of WWII  | EA Games                             | Microsoft Windows, OS X                                                      | DLC pro Battlefield 1942                         |
| 2004       | Battlefield Vietnam                       | EA Games                             | Microsoft Windows                                                            |                                                  |
| 2004       | Rallisport Challenge 2                    | Microsoft Game Studios               | Xbox                                                                         |                                                  |
| 2005       | Battlefield 2                             | EA Games                             | Microsoft Windows                                                            |                                                  |
| 2005       | Battlefield 2: Modern Combat              | Electronic Arts                      | PlayStation 2, Xbox, Xbox 360                                                |                                                  |
| 2006       | Battlefield 2142                          | Electronic Arts                      | Microsoft Windows, OS X                                                      |                                                  |
| 2008       | Battlefield: Bad Company                  | Electronic Arts                      | PlayStation 3, Xbox 360                                                      |                                                  |
| 2008       | Mirror's Edge                             | Electronic Arts                      | Microsoft Windows, PlayStation 3, Xbox 360, iOS                              |                                                  |
| 2009       | Battlefield Heroes                        | Electronic Arts Aeria Games          | Microsoft Windows                                                            | ve spolupráci s Easy Studios; freeware           |
| 2009       | Battlefield 1943                          | Electronic Arts                      | Xbox 360, PlayStation 3                                                      |                                                  |
| 2010       | Battlefield: Bad Company 2                | Electronic Arts                      | Microsoft Windows, PlayStation 3, Xbox 360, iOS                              |                                                  |
| 2010       | Need for Speed: Hot Pursuit               | Electronic Arts                      | Microsoft Windows, PlayStation 3, Xbox 360, Android, iOS, Wii, Windows Phone | ve spolupráci s Criterion Games                  |
| 2010       | Battlefield Online                        | Neowiz Games                         | Microsoft Windows                                                            | ve spolupráci s Neowiz Games; freeware           |
| 2010       | Medal of Honor                            | Electronic Arts                      | Microsoft Windows, PlayStation 3, Xbox 360                                   | multiplayer                                      |
| 2011       | Battlefield Play4Free                     | Electronic Arts                      | Microsoft Windows                                                            | ve spolupráci s Easy Studios; freeware           |
| 2011       | Battlefield 3                             | Electronic Arts                      | Microsoft Windows, PlayStation 3, Xbox 360, iOS                              |                                                  |
| 2013       | Battlefield 4                             | Electronic Arts                      | Microsoft Windows, PlayStation 3, PlayStation 4, Xbox 360, Xbox One          |                                                  |
| 2015       | Battlefield Hardline                      | Electronic Arts                      | Microsoft Windows, PlayStation 3, PlayStation 4, Xbox 360, Xbox One          | ve spolupráci s Visceral Games                   |
| 2015       | Star Wars Battlefront                     | Electronic Arts                      | Microsoft Windows, PlayStation 4, Xbox One                                   |                                                  |
| 2016       | Mirror's Edge Catalyst                    | Electronic Arts                      | Microsoft Windows, PlayStation 4, Xbox One                                   |                                                  |
| 2016       | Battlefield 1                             | Electronic Arts                      | Microsoft Windows, PlayStation 4, Xbox One                                   |                                                  |
| 2017       | Star Wars Battlefront II                  | Electronic Arts                      | Microsoft Windows, PlayStation 4, Xbox One                                   | ve spolupráci s Criterion Games a Motive Studios |
| 2018       | Battlefield V                             |                                      | Xbox One, PlayStation 4, Windows                                             | Ve spolupráci s Electronic Arts                  |